# Euantha sabroskyi
Euantha sabroskyi är en tvåvingeart som beskrevs av Guimaraes 1982. Euantha sabroskyi ingår i släktet Euantha och familjen parasitflugor. Inga underarter finns listade i Catalogue of Life.